# Rodrigo Rato
Rodrigo de Rato y Figaredo (ur. 18 marca 1949 w Madrycie) – hiszpański polityk, prawnik i ekonomista, w latach 1996–2004 wicepremier i minister, od 2004 do 2007 dyrektor zarządzający Międzynarodowego Funduszu Walutowego.

## Życiorys
Ukończył prawo na Uniwersytecie Complutense w Madrycie (1971), na tej uczelni doktoryzował się w zakresie ekonomii w 2003. Kształcił się także na Uniwersytecie Kalifornijskim w Berkeley (dyplom MBA uzyskał w 1971). Pracował początkowo jako prezes prywatnego przedsiębiorstwa Fuensanta zajmującego się produkcją i dystrybucją wody mineralnej. Był też zaangażowany w działalność sieci prywatnych rozgłośni radiowych Cadena Rato, którą założył jego ojciec.
W 1977 dołączył do Sojuszu Ludowego Manuela Fragi, z ugrupowaniem tym później współtworzył Partię Ludową. Od 1979 wchodził w skład władz krajowych Sojuszu Ludowego, od 1981 był jednym z zastępców sekretarza generalnego. W 1982 po raz pierwszy uzyskał mandat posła do Kongresu Deputowanych, z powodzeniem ubiegał się o reelekcję w wyborach w 1986, 1989, 1993, 1996, 2000 i 2004.
Był członkiem obu rządów José Maríi Aznara. Od maja 1996 do kwietnia 2000 sprawował urząd ministra gospodarki i finansów, następnie do kwietnia 2004 ministra gospodarki i konkurencyjności. Jednocześnie od maja 1996 był drugim wicepremierem, a od września 2003 do kwietnia 2004 pełnił funkcję pierwszego wicepremiera. W 2003 był wymieniany jako kandydat na nowego lidera Partii Ludowej, jednak na funkcję tę został desygnowany Mariano Rajoy.
W czerwcu 2004, wkrótce po przejęciu w Hiszpanii władzy przez socjalistów, Rodrigo Rato otrzymał nominację na dyrektora zarządzającego Międzynarodowego Funduszu Walutowego. Zastąpił Horsta Köhlera, ubiegającego się o urząd prezydenta Niemiec. Na czele MFW stał do końca października 2007.
W 2010 został prezesem banku oszczędnościowego Caja Madrid. W tym samym roku współtworzył, powstałą z połączenia tej instytucji oraz sześciu innych przedsiębiorstw finansowych, grupę Bankia. Kierował nią do 2012, kiedy to Bankia utraciła płynność finansową, a obrót jej akcjami został zawieszony. W 2014 zarzucono mu (i kilkudziesięciu innym członkom organów zarządzających i nadzorczych grupy) sprzeniewierzenie funduszy grupy poprzez nieuzasadnione wydatki na cele prywatne za pośrednictwem służbowych kart kredytowych. Został wówczas wykluczony z szeregów Partii Ludowej. Jego proces karny rozpoczął się w 2016. Prawomocnie skazano go w tym postępowaniu na karę 4,5 roku pozbawienia wolności; rozpoczął jej odbywanie w 2018.